# Abraxas obscura
Abraxas obscura là một loài bướm đêm trong họ Geometridae.